# Wolfgang Dauner
Wolfgang Dauner (Estugarda, 30 de dezembro de 1935 – Estugarda, 10 de janeiro de 2020) foi um pianista de jazz fusion, compositor e tecladista alemão, conhecido como o fundador e líder do United Jazz + Rock Ensemble, que também atuavam os músicos Charlie Mariano, Barbara Thompson, Albert Mangelsdorff e Jon Hiseman. Também trabalhou com Hans Koller, Albert Mangelsdorff, Volker Kriegel e Ack van Rooyen. Morreu no dia 10 de janeiro de 2020, aos 84 anos.

## Discografia
- 1964 Dream Talk
- 1967 Free Action
- 1969 Für
- 1969 The Oimels
- 1969 Dietrich's Soul
- 1970 Musik Zounds
- 1970 Output
- 1970 Et Cetera
- 1970 Rischka's Light Faces
- 1972 Knirsch
- 1973 Et Cetera Live
- 1974 Kunstkopfindianer
- 1978 Changes
- 1984 Solo Piano